# Breda Ba.65
Breda Ba.65 byl italský jednomotorový jedno i dvoumístný dolnoplošník se zatahovacím hlavním podvozkem a pevnou ostruhou.

## Vznik
Vznik letounu Ba.65 byl inspirován generálem italského bitevního letectva Amedeo Mecozzim, který již od počátku 30. let 20. století prosazoval stavbu a nasazení robustních jednomístných jednoplošníků se silnou výzbrojí, určených pro akce v nevelkých výškách. Nový stroj měl působit co nejtěsněji s bojovými akcemi pozemní armády, stíhání a průzkum měly být druhotným nasazením. Základem prototypu Ba.65 byl předchozí jednomístný typ Breda Ba.64 s motorem o výkonu 515 kW, který inženýři Parano a Panzeri výrazně zmodernizovali.

## Vývoj
Prototyp letounu Breda Ba.65 (MM.325) vzlétl v září 1935 na milánském letišti Bresso, za jehož řízení usedl tovární šéfpilot ing. Ambrogio Colombo. Stroj poháněl dvouhvězdicový osmnáctiválec Fiat A.80 RC-41 o maximálním výkonu 772 kW. Výzbroj tvořily dva pevné kulomety Breda-SAFAT ráže 12 mm a dva ráže 7,7 mm instalované v křídle mimo okruh vrtule. Pumové závěsníky mohly nést pouzdra pro 160 čtyřkilových pumiček proti živé síle, nebo dvě pumy po 100 kg či jednu o hmotnosti 1000 kg. Pro nedostatek motorů A.80 létala část produkce s čtrnáctiválci Isotta Fraschini K-14 o 662 kW, což byly licenční pohonné jednotky Gnome-Rhône 14K.
Po uspokojivých testech byla v závodě Sesto San Giovanni zahájena sériová výroba. Zde bylo mezi únorem 1937 a zářím 1938 vyrobeno 191 kusů Ba.65, dalších 39 postavila v licenci společnost Caproni Vizzola A.S. mezi červencem 1938 a dubnem 1939.

## Nasazení

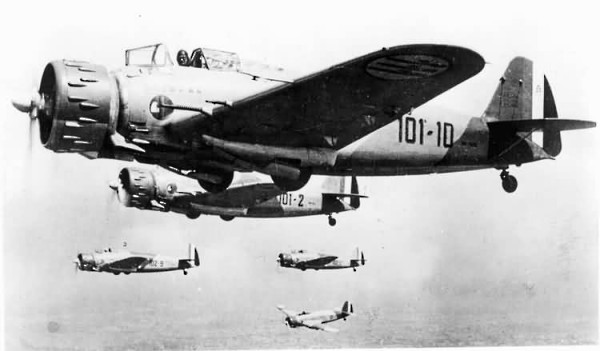
Formace letounů Breda Ba.65

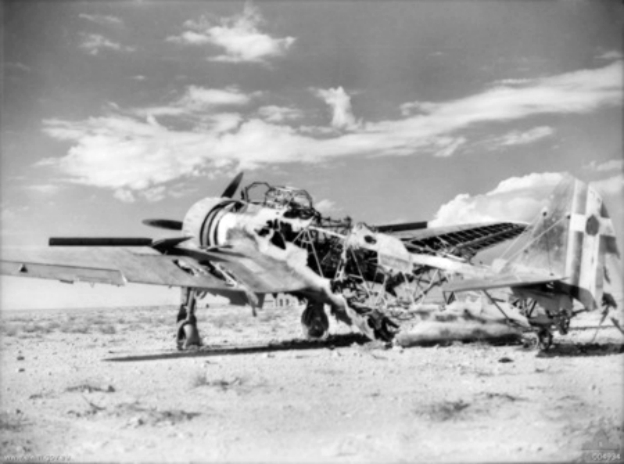
Vrak stroje Breda Ba.65, Libye, 1940

Ihned po zahájení produkce Ba.65 vznikla snaha vyzkoušet nový typ co nejrychleji v bojových podmínkách. Již první tři sériové letouny měly být dodány italské intervenční armádě ve Španělsku, avšak během mezipřistání na Sardinii došlo pro poruchu motoru k havárii jednoho stroje. Další dodávky celkem dvaceti kusů byly realizovány po moři. Ba.65 se u Aviazione Legionaria staly výzbrojí 65. bitevní squadriglie 35. rychlé bombardovací skupiny. Působily na letištích Tablada, Soria, Tudela a Puig Moreno. Vedle bitevních akcí podnikaly průzkum a stíhací hlídky spolu s letouny Fiat CR.32, přičemž seržant Del l'Acqua sestřelil jeden Tupolev SB-2. S dvoumotorovými stroji Fiat BR.20 bombardovaly z vyšších hladin a z přízemních výšek svrhovaly pumy s opožděným zapalováním. Tři Ba.65 pumami zaútočily pod úhlem 80° na most Felix na řece Ebro.
V roce 1937 byl Ba.65 vystaven na 2. aerosalonu v Miláně a začínaly se objevovat zakázky ze zahraničí. Irácké království objednalo 15 kusů, z nichž 13 bylo dvoumístných, opatřených kulometnou hydraulicky otáčenou věží Breda L se zbraní ráže 7,7 mm. Chile převzalo 10 exemplářů, Portugalsko 12 a Paraguay 3. Někteří uživatelé je nasadili jako stíhací, jiní jako víceúčelové.
Také Regia Aeronautica zadala výrobu určitého počtu dvoumístných strojů, které nesly označení Ba.65bis. Měly buď věž Breda L, nebo jen ručně ovládaný kulomet 7,7 mm pozorovatele, který byl kryt odklopným průhledným štítkem proti náporu vzduchu.
V březnu 1940 mělo italské letectvo letuschopných 118 Ba.65 s motory A.80 a 49 s K-14. O tři měsíce jich zbylo 154, z nichž většina byla dislokovaná na italské pevnině.
V Libyi měla základna Sorman pouze 11 kusů a procházela přezbrojováním na dvoumotorové Caproni Ca.310. Po začátku bojových akcí v Africe tam byly staženy všechny dosažitelné Ba.65 s motory K-14 jako spolehlivější. V prosinci 1940 zde zbylo 25 Ba.65, pět bylo ještě dodáno, po ústupu Italů z oblasti Kyrenaiky v únoru 1941 přestaly Ba.65 operačně létat.
V Itálii působilo na letišti Lonate Pozzolo 35 Ba.65 ještě v roce 1942 při výcviku ve střemhlavém bombardování.

## Specifikace

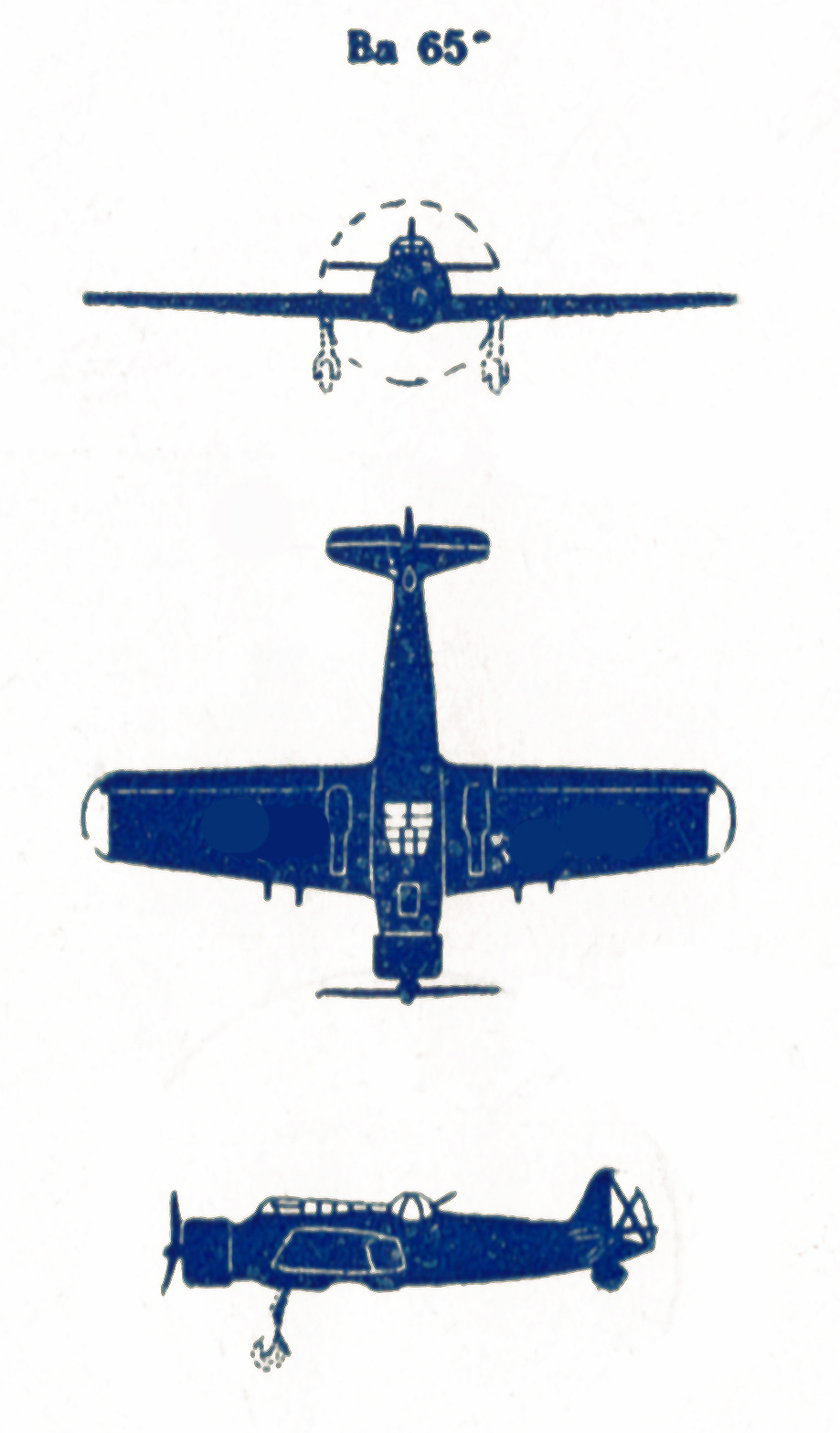
Třípohledová silueta Ba.65

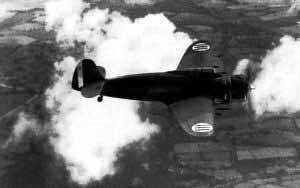
Breda Ba.65 Regia Aeronautica

Údaje platí pro jednomístnou verzi s motorem A.80 RC-41

### Technické údaje
- Osádka:
- Rozpětí: 12,10 m
- Délka: 9,30 m
- Výška: 3,20 m
- Nosná plocha: 23,50 m²
- Hmotnost prázdného letounu: 2400 kg
- Vzletová hmotnost: 2950 kg
- Pohonná jednotka:

### Výkony
- Maximální rychlost: 430 km/h
- Výstup do 6000 m: 11,5 min
- Dostup: 8300 m
- Dolet s pumami: 550 km

### Výzbroj
- 2 × kulomet Breda-SAFAT ráže 12,7 mm
- 2 × kulomet ráže 7,7 mm
- až 1000 kg pum